# Erwin Weiss (Sänger)
Erwin „Ährwin“ Weiss (* 15. April 1934 in Castrop-Rauxel; † 2. Oktober 2008 in Dortmund) war ein deutscher Sänger aus dem Ruhrgebiet, der auf Ruhrdeutsch sang.

## Leben
Weiss wuchs als eines von fünf Kindern eines Bergmanns und einer Hausfrau auf. Er lernte das Schreinerhandwerk und arbeitete als Möbelverkäufer. Am Wochenende machte er Musik in einer Band und spielte Musik von Elvis, René Carol und vielen anderen.
Zu Beginn der 1970er Jahre erhielt Weiss einen Plattenvertrag bei Metronome Records und hatte Erfolg mit zumeist eigenen Dialekt-Liedern. Seine Schlagersongs drehten sich häufig um Alltags- und Ruhrgebietsthemen und er wurde unter dem Namen „Ährwin“ bekannt. Da kenn ich nix, da bleib ich Kumpel, Auf meine schwatt’n Berge liecht kein Schnee, Bei uns im Ruhrpott und Ain Kumpäll fom Ruhrpott sind typische Beispiele für lokal geprägte Lieder. Sein größter kommerzieller Erfolg war 1973 Dat muss doch auch ma’ sein (Wenn Dich dat Mäusken baißt), das es sogar bis in die deutschen Singlecharts schaffte. Die Erwähnung des „Mäusken“ in seinen Liedern wurde auch zu seinem Markenzeichen.
1976 machte sich Weiss erstmals einen Namen als Sänger von Fanmusik. Anlässlich des Wiederaufstiegs des Fußballvereins Borussia Dortmund im Jahr 1976 in die 1. Bundesliga veröffentlichte er Lieder wie den BVB-Song und Wir steh’n nur auf BVB.
Nach einem weiteren Plattenvertrag bei Philips/Phonogram gründete Weiss seinen eigenen Musikverlag, Dat isset Räkords, und veröffentlichte auf diesem sämtliche seiner neuen CDs und in den 1990er Jahren auch viele der älteren Titel neu.
Erwin Weiss hatte weiter mit Fanmusik Erfolg, jetzt für den Verein FC Schalke 04. Nach dem Wiederaufstieg des S04 in die 1. Bundesliga im Jahr 1991 nahm Weiss zahlreiche Fanlieder auf und absolvierte viele Auftritte bei Heimspielen und Vereinsveranstaltungen.
2001 hatte Weiss einen schweren Autounfall, lag mehrere Monate lang im Koma und musste um seinen rechten Arm bangen. Von den körperlichen Folgen erholte Erwin Weiss sich nur schwer. Trotzdem war er immer wieder auf der Bühne zu sehen und engagierte sich weiterhin für soziale Projekte, z. B. für die UNICEF, die Aktion Sorgenkind und für mehrere Kinder-, Alten- und Tierheime besonders im Ruhrgebiet.
Später hatte er noch einmal Erfolg mit einer Neuversion seines Liedes Ich bau’ mich mein Häusken nur anne Ruhr. Im Mai 2008 hatte er seinen letzten Auftritt.
Erwin Weiss, der sein Geburtsjahr und somit auch sein Alter zu Lebzeiten stets geheim gehalten hatte, verstarb am 2. Oktober 2008 im Alter von 74 Jahren in einem Dortmunder Krankenhaus.